# Sooners

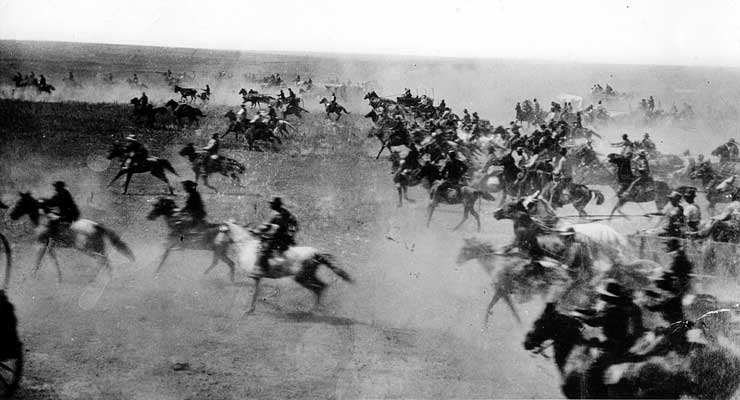
Une course à la terre (en anglais « Land Rush ») dans l'Oklahoma

Les Sooners sont les colons ayant reçu des terres dans la région de l'actuel Oklahoma de la part du gouvernement américain avant 1889.
Avec l'installation de colons blancs dans la région de l'actuel Oklahoma, le gouvernement fédéral établit le Dawes Act en 1887, approfondi par le Curtis Act en 1898. Cette loi distribuait les terres tribales aux familles amérindiennes et encourageait leur mise en valeur agricole. La moitié des terres amérindiennes furent en réalité ouvertes à la colonisation ou achetées par les compagnies de chemin de fer. La course à la terre (« Land Run » en anglais), en particulier en 1889, commençait selon le principe du « premier arrivé, premier servi ». Ceux qui ne respectaient pas les règles en entrant dans le Territoire avant le départ officiel étaient appelés les sooners, terme qui devint le surnom de l'Oklahoma. 
Entre 1889 et 1895, six courses à la terre furent organisées.